# 千原温泉
千原温泉（ちはらおんせん）は、島根県美郷町千原（旧国石見国）にある温泉。 

## 概要
浴槽は底板の間から源泉が湧き出ており、「足元湧出源泉」の呼称がある。黄褐色に濁った湯で炭酸ガスの泡が足元から絶え間なく出ている。温泉の濃厚な成分とこのバブ効果で、体全体がふんわり温まるといわれる。湯がぬるいため、10月から6月の気温の低い時期は、源泉をそのまま薪で湧かした「五右衛門風呂の上がり湯」で温まることが推奨されている。
湯治場のすぐ奥の川の畔には、岩をくりぬいたもう一つ別の泉源があり、 湧き出した湯が、掛け流しになっている。 観音開きの扉から、洞窟の中が覗けるが、たくさんの湯の花が浮かんでおり、 炭酸ガスとともに濃い温泉が岩盤の底から湧き出すさまが確認できる。湯治用の源泉より少し薄めの泉質だが成分は同じである。成分の濃さのために、持ち帰っても効能が続くため、昔は洞窟の源泉を柄杓ですくい、一升瓶に詰めて持ち帰っていた。 現在は、源泉の周囲を建物で囲い、樋を使って掛け流しにしており、簡単に汲んで持ち帰れる。
『日本百ひな泉』で1位になった。岩本薫はこの温泉に浸かり、「やっぱり違う。ぞわぞわっときて、これ、効くやつだって分かる」と発言している。

## 歴史
明治時代の初期に開湯し、やけど・切り傷・皮膚病などの療養を目的とした湯治客専用の宿であった。現在は日帰りのみで宿泊は行っていない。

## 泉質
- 含二酸化炭素ナトリウム塩化物・炭酸水素塩泉[3]。
- 泉温:34℃[3]。

## 効能
切り傷・やけど・慢性皮膚病・慢性婦人病・病後の回復・高血圧症・動脈硬化症・神経痛他。
湯船の底板の間から源泉が湧き出る足元湧出源泉である。溶存した炭酸ガスにより、黄褐色の湯から常時気泡が湧き立っている。千原温泉は、10-11ｇの成分含有率であるため、肌から体内に温泉が浸透しやすい。古くから、「切り傷・火傷・慢性皮膚病」に特効の「療養専門」の温泉として知られてきた。このため、「観光目的だけや健康な方の入湯はお断り」と先々代・先代の女将が言い続けてきたという。

## 温泉街
江の川支流の千原川沿いにある日帰り入浴の温泉。比較的ぬるめの源泉のため、秋から初夏にかけては最後に暖を取るための五右衛門風呂を沸かしている。

## アクセス
- 車：中国自動車道三次ICより国道54号を通り約50km